# Sukaramai (Darul Makmur)
Sukaramai is een bestuurslaag in het regentschap Nagan Raya van de provincie Atjeh, Indonesië. Sukaramai telt 739 inwoners (volkstelling 2010).